# Гарсия-Ордоньес, Рауль
Рауль Гарсия-Ордоньес (исп. Raúl García-Ordóñez; 15 сентября 1924, Литлтон, Нью-Гэмпшир — 3 мая 2013, Майами, Флорида) — кубинский баскетболист и пловец. Участник летних Олимпийских игр 1948 года.

## Биография
Рауль Гарсия-Ордоньес родился 15 сентября 1924 года в американском городе Литлтон в штате Нью-Гэмпшир.
Начал заниматься спортом в конце 1930-х годов, первоначально выступал в соревнованиях по плаванию. Во время учёбы в колледже Ла-Саль в Гаване переключился на баскетбол. Тем не менее продолжал выступать в соревнованиях по плаванию и установил два рекорда премьер-лиги. Также занимался греблей, толканием ядра, пелотой, сквошем, гольфом.
Впоследствии в течение двух лет учился в колледже Ридли в канадском городе Сент-Катаринс. После этого вернулся на Кубу для поступления на юридический факультет Гаванского университета. Для того чтобы для этого завершить кубинскую программу бакалавриата, поступил в академию Бальдора, которая дала ему возможность сделать это за один год вместо двух. В составе её баскетбольной команды выиграл чемпионат.
Выступал за Ведадо, в составе которого в 1943 году выиграл чемпионат Кубы среди юниоров, в 1956—1957 годах — среди мужчин.
В 1943 году дебютировал в сборной Кубы.
В 1948 году вошёл в состав сборной Кубы по баскетболу на летних Олимпийских играх в Лондоне, занявшей 13-е место. Провёл 6 матчей, набрал 25 очков (14 в матчах со сборной Ирана, 8 — с Ирландией, 3 — с Мексикой). Был знаменосцем сборной Кубы на церемонии открытия Олимпиады.
В 1951 году участвовал в первых Панамериканских играх в Буэнос-Айресе, где кубинцы заняли 4-е место.
В 1957 году завершил спортивную карьеру.
Работал адвокатом на Кубе, однако был выслан в США, где трудился в фармацевтической компании Plough, Inc.
Умер 3 мая 2013 года в американском городе Майами.

## Семья
Младший брат — Карлос Гарсия-Ордоньес (1927—2019), кубинский баскетболист. Участник летних Олимпийских игр 1952 года.